# Дзвиняч Горишный
Дзвиня́ч Го́ришный (также Дзвиня́ч Горный, Дзвиня́ч Верхний) — село, существовавшее до 1946 года на берегах реки Сана.
Одна часть территории бывшего села в настоящее время находится в Самборском районе нынешней Львовской области Украины, другая — в гмине Лютовиска Бещадского повята Подкарпатского воеводства Польши.
Население в 1943 году составляло 859 жителей.

## История
Село Дзвиняч Горишный было основано до 1529 года краковским воеводой Петром Кмита. В налоговом реестре за 1589 год упоминается церковь. Следующая деревянная церковь была возведена в 1789 году на левом берегу Сана. В 1905 году на правом берегу Сана была построена церковь Св. арх. Михаила, которая была уничтожена после второй мировой войны. Священник этой церкви, отец Юрий Кмит, занимался изучением бойковского фольклора и был автором «Словаря бойковских диалектов». В 1938 году население Дзвиняча Горишнего насчитывало 1549 человек. Село, население которого по состоянию на 1943 год насчитывало 859 человек, было выселено в течение 1944—1946 гг. К настоящему времени сохранился фундамент церкви 1905 года постройки.